# Terroir

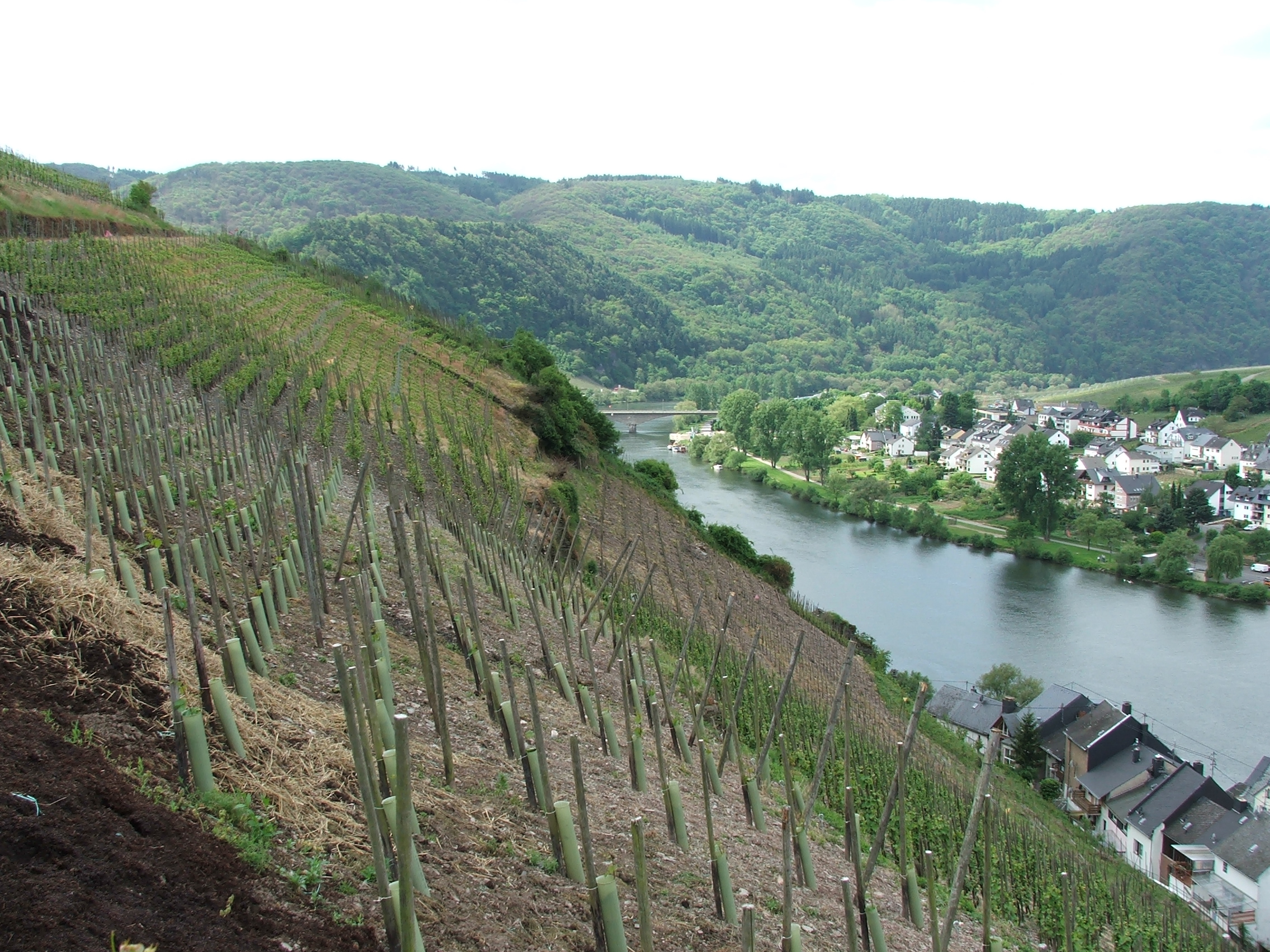
La pendiente pronunciada y la orientación, la composición del suelo y la influencia del cercano río Mosel distinguen este terruño de la región vinícola de Zell, en Alemania.

Terroir (/tɛʁwaʁ/) es un término francés que equivale al término español terruño. Ambos provienen del latín terra. Su uso se ha extendido a otras lenguas para designar a una extensión geográfica bien delimitada y homogénea (no necesariamente correspondiente a alguna división política) que presenta alguna particularidad llamativa en su producción agrícola. Originalmente fue un término francés para el vino, el café y el té usado para denotar las características especiales que la geografía, la geología y el clima de un determinado lugar otorgan a determinadas variedades.

## Significado
Atendiendo al uso original de la palabra, tanto en francés como en español, se trata de un espacio concreto, tangible y cartografiable, que se puede definir a través de diversos factores geológicos y geográficos (pedológicos, geomorfológicos, hidrológicos, climatológicos, microclimáticos, etc.).
Al mismo tiempo debe poseer una dimensión cultural que refleje directamente la sociedad humana que lo explota. Este aspecto se comprueba frecuentemente en la utilización literaria e identificativa de la palabra terroir. Cabe destacar que el significado de terroir/terruño y territorio (en latín: territorium), pese a tener idéntica etimología no son del todo equivalentes (un territorio puede abarcar varios terroirs dedicados a explotar distintos recursos).
El término terroir es un galicismo muy frecuente cuando se habla de agricultura y especialmente de vino, llegando a aplicarse casi a escala parcelaria (dado que la calidad del vino depende fuertemente de las condiciones locales). Se pueden distinguir varios terroirs, llamados pagos o terruños en español, dentro de una misma denominación de origen en función del microclima (características del suelo, horas de sol, precipitaciones, viento, altitud, etc.) y las técnicas locales de vinificación y viticultura.

## Vinos de terruño o pago en España
España tiene una larga tradición vinícola y posee la mayor superficie de viñedos del mundo. Para proteger la identificación y el origen geográfico de sus vinos, en los años 1930 empezó a implantar las denominaciones de origen (DO) que se extendieron en los años 1980 junto con las indicaciones geográficas protegidas (IGP). Pero estas clasificaciones no sirven para definir y proteger el terroir/terruño, que requiere una zonificación geográfica más precisa combinada con el reconocimiento de técnicas de vinificación y cultivo de la vid tradicionales. El desarrollo de las DOs conllevó el abandono de las prácticas ancestrales y de los antiguos viñedos –a menudo situados en zonas escarpadas o en pendientes, como en la Ribera Sacra (Galicia) y en el Penedés (Cataluña)— que eran el signo distintivo de los vinos de terruño: las grandes cooperativas y grandes compañías extendieron los viñedos en tierras fértiles de más fácil acceso y desarrollaron nuevas técnicas de vinificación para asegurarse unas cosechas más abundantes y más homogéneas. La mayoría de los pequeños viticultores que producen vinos de terruño consideran que los consejos reguladores de las DOs representan a las grandes empresas y no los tienen en cuenta.

Documental " El despertar del vino en Galicia: la vuelta al Terroir ".

Entre los grandes productores de vino, España es el único país europeo que no dispone de un sistema de zonificación que permita establecer terruños donde se producen vinos de alta calidad, salvo en el Priorato (Cataluña) y en El Bierzo (León). Una tímida zonificación se está iniciando dentro de algunas denominaciones de origen de Jerez y de Cataluña. La lista del patrimonio mundial de la Unesco incluye 16 vinos de terruño repartidos entre Portugal, Hungría, Italia, Francia y Alemania, pero ninguno en España que es el tercer productor mundial de vino.
Parte de los viticultores de terruños, críticos, sommeliers y enólogos españoles piden cambios en las políticas referentes al vino, y consideran que el sistema de las denominaciones de origen es obsoleto. Piden que el Estado establezca una delimitación de los terruños dentro de las DOs, a saber una diferenciación de las tierras vinícolas que incluya la geología y la naturaleza del suelo, y demarcaciones por pueblos, aldeas, parcelas y subregiones, siguiendo el modelo de los terroirs de Borgoña que se aplica en el Priorato. y en El Bierzo.